# Maldito amor (película)
Maldito amor es una película de terror y comedia chilena dirigida por los hermanos Gonzalo y Sebastián Badilla. Está protagonizada por Sebastián Badilla, Raquel Calderón, Trinidad de la Noi, Steffi Méndez, Nicolás Luisetti y Claudia Celedón, con participaciones de Diana Bolocco, Felipe Viel y Cristián Sánchez. Producida por Bufonada Producciones, fue estrenada en Chile el 30 de octubre de 2014.

## Sinopsis
Arturo (Sebastián Badilla) es un joven soñador que espera ansioso el momento para declarar su amor a María Elena (Trinidad de La Noi) durante la noche de su graduación. Pero María Elena acaba de comenzar una relación con Tatán (Nicolás Luisetti), un enigmático mago.
Con el fin de conquistar a María Elena, Arturo se acerca a Beatriz (Raquel Calderón), la chica más popular de su colegio, para darle celos a María Elena, comenzando un peligroso juego de equivocaciones y mentiras.
Pero esta comedia romántica, se rompe con el asesinato de Marión (Diana Bolocco), profesora del colegio en el cual estudian, quien es apuñalada días previos a la fiesta de graduación, junto a su pareja. Este hecho arruinará todos los planes de Arturo, quien no imagina que el asesino tiene más muertes preparadas en su camino para los adolescentes del colegio, y que tanto él como Beatriz tendrán que comenzar a resolver una serie de misteriosos eventos, buscando así tratar de sobrevivir a los planes del misterioso asesino, antes que terminen siendo una más de sus víctimas.

## Reparto
- Sebastián Badilla como Arturo Ortiz.
- Raquel Calderón como Beatriz Vial.
- Trinidad de la Noi como María Elena.
- Stephanie Méndez como Tina Castillo.
- Fernando Larraín como Rodolfo.
- Claudia Celedón como Luisa.
- Diana Bolocco como Marión.
- Cristián Sánchez como Esteban.
- Felipe Viel como Toto.
- Dayana Amigo como Rosa.
- Nicolás Luisetti como Tatán.
- Javiera Acevedo como Josefa.
- Luis Alarcón como Detective Ossandón.
- Nicolás Massú como Detective Gómez.
- Katty Kowaleczko como Marisa.
- Vanessa Miller como Bibliotecaria.
- Lala Castro como Señora Detective.
- Mauricio Correa como Director Colegio.
- Milton Millas como Reportero.

## Promoción
El 24 de marzo de 2014, se estrenó el primer teaser trailer de la película en YouTube, en el que se ve a Raquel Calderón, emulando la icónica escena de Psicosis de Alfred Hitchcock.
El 27 de mayo de 2014 se estrenó el tráiler internacional en YouTube.
El 30 de julio de 2014 se estrenó el tráiler nacional en YouTube.
Como estrategia de promoción, Raquel Calderón, Trinidad de la Noi y Steffi Méndez grabaron una versión de la canción Maldito amor del grupo pop chileno Supernova, cuyo videoclip fue lanzado en Youtube el 14 de octubre de 2014.

### Controversia con Supernova
La reacción del público fue negativa ante la nueva versión de la canción, pero también las integrantes de ambas generaciones de Supernova,, como Constanza Lüer y Constanza Lewin criticaron duramente la nueva interpretación a través de Twitter. A raíz de esta polémica tuvieron que bajar el video de YouTube, porque productores y compositores del tema habrían reclamado los derechos de autor.

## Festival de Sitges
La cinta fue seleccionada en el Festival de Cine de Sitges, especializado en cine fantástico y cuyo estreno en dicho certamen fue el 11 de octubre de 2014. Badilla estaba muy emocionado con la selección entre más de mil postulantes, declarando: "Siento que esta convocatoria nos muestra que estamos en un camino coherente con el que queremos estar".

## Recepción
En Chile salió de cartelera el 13 de noviembre de 2014. Con dos semanas en cartelera alcanzó 12.879 espectadores.
El cineasta chileno Nicolás López criticó la baja recepción en cines de la película, a través de un mensaje en Twitter, recibiendo la respuesta de Gonzalo y Sebastián Badilla, recordando los 7.000 espectadores que López alcanzó con su cinta Santos en cines en 2008.

### Críticas
La película ha sido destrozada por la crítica especializada, teniendo una calificación de 1.3 de 10, en IMDb.El noticiero chileno Teletrece (Canal 13) la destacó entre las diez peores películas estrenadas en 2014.Diego Muñoz la criticó duramente en El Mercurio, afirmando que la cinta "Cae en el clasismo y la peor misoginia".César Huispe, influencer y crítico de cine, quien además ha reseñado más películas de los Hermanos Badilla, en conjunto con Esteban Espinoza en su serie web Críticas QLS, calificó en muy duros términos la película, señalando una serie de agujeros argumentales, errores, y la falta de identificación con su género de ‘terror’.Pablo Moya calificó la película como un completo desastre.
Debido al fracaso de la película, sus directores abandonaron Chile en septiembre de 2015.